# Kiara (cantante)
Gloria Sabrina Gómez Delgado (Barquisimeto, Lara, 14 de mayo de 1962), más conocida como Kiara, es una cantante, actriz, abogada y locutora venezolana. 
Actualmente está dedicada principalmente a su faceta de actriz, empresaria, animadora y locutora de radio en Unión Radio desde 2020.

## Biografía
Kiara (nombre artístico de Gómez Delgado, que proviene del nombre de una princesa indígena de Yaracuy, Venezuela), es una abogada, cantante, actriz, animadora locutora.  
Comenzó formando parte de la Coral del Colegio Santa Rosa de Lima. Estudió Derecho y se graduó en la Universidad Católica Andrés Bello (UCAB) en 1985. Después de que le sugirieran que preparara una maqueta musical y la llevara a los dos sellos disqueros, Sonográfica y Rodven, recibió el interés del productor musical Rudy La Scala.
En marzo de 1988, debuta oficialmente como cantante, con canciones compuestas por el cantautor y productor musical Rudy La Scala, siendo reconocida en su primer disco con temas como "Deskarado",  "Qué bello" y "Después de ti". Posteriormente lograría más éxitos como "Con mi cara tan lavada", "Tesoro mío" (a dúo con Guillermo Dávila), "Libérame", "Luna de plata", "Nadie como tú", "Corazón de contrabando", "Quiero un ángel", "Es el amor", entre otras.
En 1992, debuta como actriz de telenovelas con Macarena (1992) de Venevisión. En 1998, actuó en la sitcom Casos y Cosas de Casa de Venevisión Internacional.
En 1999 decide debutar como animadora en  RCTV a través del espacio Aló RCTV, junto a Winston Vallenilla. Posteriormente fue tutora y animadora de la Academia del concurso Fama y Aplausos.
En años posteriores  Venevisión y RCTV, participando en varias telenovelas como Reina de Corazones (1998), Amantes de Luna Llena (2000), La Mujer de Judas (2002) y Estrambótica Anastasia (2004). Otras novelas en las que ha participado son: Amor a palos (2005), Te tengo en salsa (2006), Y los declaro marido y mujer (2006), Nadie me dirá cómo quererte (2008) y La extraña (2012),
En el 2002, se le presenta un proyecto de subir a las tablas con Hambre, el cual la introduce en esta forma de expresión artística. En el 2005, presentan una nueva obra de teatro, Tres Reinas, una obra de Martin Hahn, bajo la dirección de Javier Vidal.
En el 2010 presentó su nuevo disco Como La Primera Vez, que incluye 6 temas nuevos y 5 temas "Hits" de la artista. El primer sencillo extraído de este nuevo disco, es la canción "Perdóname". Ese mismo año, además, se presenta en el opening del Miss Venezuela 2010, interpretando una versión en español del tema "Bad Romance" de Lady GaGa, titulada "Romance Especial".

## Discografía
En sus casi 35 años de carrera como cantante ha grabado un total de 7 CD (Kiara, Buscando Pelea, Como un Huracán, Corazón de Contrabando, Luna de Plata, Amores Perdidos y Como la primera vez). Desde entonces, ha realizado diversas presentaciones en Venezuela y el resto del Mundo.

### Álbumes de estudio
- 1988: Kiara
- 1990: Buscando Pelea
- 1992: Como un Huracán
- 1995: Luna de Plata
- 1997: Corazón de Contrabando
- 2002: Amores Perdidos
- 2010: Como la primera vez[8]

## Televisión

### Telenovelas
- Macarena (Venevisión - 1992-1993) Macarena
- Reina de corazones (RCTV - 1998-1999) Luisa Elena Andueza
- Amantes de luna llena (Venevisión - 2000-2001) Lorena Santamaría
- La mujer de Judas (RCTV - 2002) Laura Briceño
- Estrambótica Anastasia (RCTV - 2004) Bromelia Castellanos de Borosfky
- Amor a palos (RCTV - 2005-2006) Patricia Lara
- Te tengo en salsa (RCTV - 2006-2007) Azalea Montiel De Perroni
- Y los declaro marido y mujer (RCTV - 2006–2007) Lola
- Nadie me dirá cómo quererte (RCTV - 2008-2009) Laura Carbonell
- Amor urbano (Venevisión - 2009) Ella Misma
- Nora (Televen - 2014) Carolina Pinzón
- Piel salvaje (Televen - 2016) Patricia de Aragón de la Rosa
- Dramáticas (Venevisión - 2023) Ella misma (Participación Especial)
- Malas mujeres (Hispanomedios - 2024) Ella misma

## Reconocimientos
Numerosos premios ha conquistado a punta de talento entre ellos, "Orden del Municipio Sucre 2000" (Honor a su trayectoria artística), "2 de Oro 2000" (Mejor Animadora), "Meridiano" (89-92), "Ronda" (89-92), "Guaicaipuro de Oro", "Aplausos 92" (Miami), "Viña del Mar" (94), "Premio Nacional Casa del Artista" (92), "Venus de la Prensa" (94), "Exa Award 2000" como imagen publicitaria.